# Papaver tolmatschevianum
Papaver tolmatschevianum är en vallmoväxtart som beskrevs av N.S. Pavlova. Papaver tolmatschevianum ingår i släktet vallmor, och familjen vallmoväxter. Inga underarter finns listade i Catalogue of Life.